# 1530

## Esdeveniments
Països Catalans
Resta del món
- Les tropes d'Espanya conquereixen la República de Florència després del Setge de Florència.
- Presentació del sistema heliocèntric de Copèrnic.
- Martí Luter anima als prínceps protestants a preparar-se per a la guerra.

## Naixements
Països Catalans
Resta del món
- 25 d'agost - Kolomenskoie, Rússia: Ivan el Terrible, creador de l'Estat rus (m. 1594).

## Necrològiques
Països Catalans
- Principat de Catalunya: Enrich (compositor)

Resta del món
- 20 de febrer, Bolonya: Properzia de' Rossi, escultora italiana del Renaixement (n. 1490).[1]
- 13 de juny, Correggio: Veronica Gambara, escriptora i humanista, protectora de poetes i governant del comtat de Corregio (n. 1485).[2]
- 1 de desembre, Mechelen: Margarida d'Àustria, princesa borgonyona, duquessa de Savoia, governadora dels Països Baixos (n.1480).[3]
- Jacopo Sannazaro, poeta italià.
- Pere de Cardona, arquebisbe i president de la Generalitat de Catalunya-